# Lijst van stadsarchitecten van Haarlem
Lijst van stadsarchitecten van Haarlem – De Nederlandse stad Haarlem kent sinds 1593 tot op heden de aanstelling van stadsarchitecten. De functie werd ook wel aangeduid als stadsbouwmeester, stadstimmerman, stads(meester)metselaar, stadsteenhouwer, stadsfabriek of gemeentearchitect.
De titel stadsarchitect raakte pas na de Tweede Wereldoorlog in gebruik. Een uitzondering hierop vormt de benoeming van Van der Pauw aan het eind van de 18e eeuw.
Hieronder een incomplete lijst op chronologische volgorde:
16e en 17e eeuw
- Lieven de Key (ca. 1560–1627), stadsarchitect van Haarlem vanaf 1593.[1][b]
- Jacob van Campen (1596–1657), betrokken bij ontwerpen in Haarlem, onder andere de Nieuwe Kerk; formele benoeming als stadsarchitect onzeker.

18e en 19e eeuw
- Abraham van der Hart (1747–1820), actief in Haarlem, onder andere betrokken bij verbouwingen aan het stadhuis; formele functiebenoeming onbekend.
- Van der Pauw, benoemd in 1795
- Jacobus van Lokhorst (1817–1891), gemeentearchitect van Haarlem, actief circa 1850–1882.[3]
- J. Leijh (1856–1902), gemeentearchitect, actief in de vanaf circa 1880 bij infrastructuur- en bouwprojecten in Haarlem.
- C. Muysken (1860–1922), gemeentearchitect, opvolger van Van Lokhorst, actief in de periode ca. 1880–1905.

20e eeuw
- J. L. van den Ban (1874–1943), gemeentearchitect, actief begin 20e eeuw; onder meer verantwoordelijk voor stadsuitbreidingen.
- Nico Andriessen (1923–1996), stadsarchitect van Haarlem tot circa 1970.
- B. Buurman (1883–1951), gemeentearchitect, betrokken bij wederopbouw- en uitbreidingsplannen van Haarlem na de Tweede Wereldoorlog.
- Wiek Röling (1936–2011), stadsarchitect van Haarlem, actief 1970–1988; voorgedragen door zijn voorganger en inzet voor behoud van de historische binnenstad.[4]
- Thijs Asselbergs (geb. 1956), stadsarchitect van Haarlem, actief 1990–1994.

21e eeuw
- Joop Slangen, diende als stadsarchitect tot 2008.
- Max van Aerschot (geb. 1952), stadsbouwmeestee van Haarlem, actief van 2008 tot 2018.[5]
- Willem Hein Schenk (geb. 1954), stadsarchitect van Haarlem, actief 2019–2023.[6]
- Hanneke Kijne (geb. 1971), stadsarchitect van Haarlem sinds 2025; eerste vrouwelijke en landschapsarchitect in deze functie.[7]

## Litratuur
- Thijs Asselbergs, De stadsarchitect van Haarlem, in: Hans van Dijk, Sabine Lebesque en Marc A. Visser (red.), Architectonische kwaliteit als opdracht voor openbaar bestuur, Rotterdam: NAi Uitgevers, 1991, ISBN 9789072469267.